# Poecilopsetta inermis
Poecilopsetta inermis är en fiskart som först beskrevs av Breder 1927.  Poecilopsetta inermis ingår i släktet Poecilopsetta och familjen flundrefiskar. Inga underarter finns listade i Catalogue of Life.